# 皇家龍騎兵衛隊
皇家龍騎兵衛隊 (RDG)是英國陸軍一支騎兵團。部隊成軍於1992年: 由第4/第7皇家龍騎兵衛隊和第5恩尼斯基林龍騎兵衛隊合併組成。該團目前是第20裝甲旅作戰團的裝甲騎兵偵察部隊，因此配備了作戰偵察(追蹤)系列戰車FV-107彎刀，騎兵團駐紮在威爾特郡的伯圖巴利兵營。

## 歷史
騎兵團於1992年由另外兩個團合併而成：第4/第7皇家龍騎兵衛隊和第5恩尼斯基林龍騎兵衛隊。皇家龍騎兵衛隊自成軍以來一直在各個戰場上擔任過各種角色。歷史上龍騎兵是一種同時兼具在坐騎上作戰與步戰的靈活兵種。

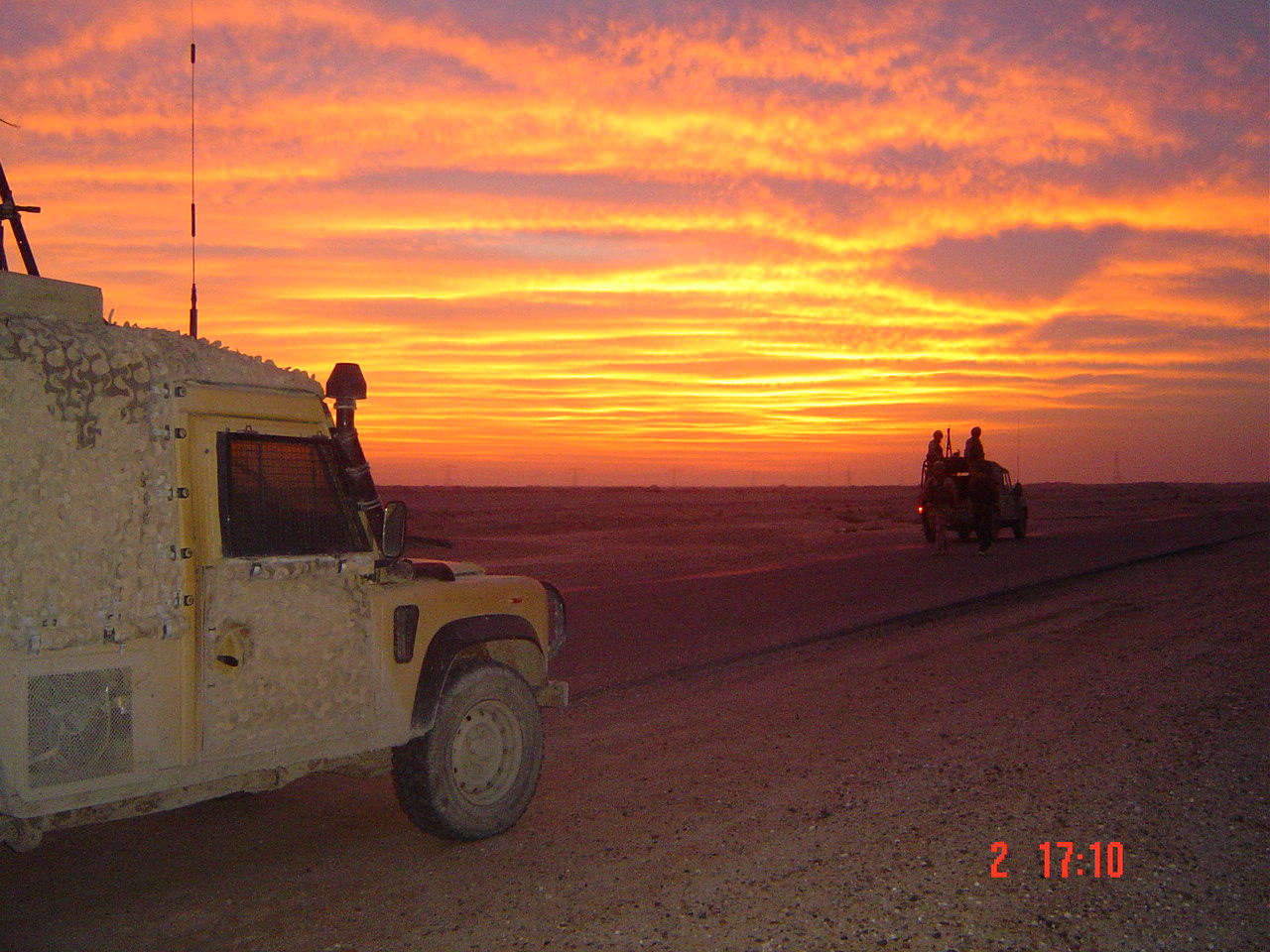
RDG在特里克行動期間在伊拉克南部巡邏。

### 北愛爾蘭
1996年2月，該團作為英國對北愛爾蘭民政當局軍事支援的旗幟行動兵力的一部分，合計有三個中隊部署到北愛爾蘭。兩個中隊在貝爾法斯特從事於步兵任務，第三支中隊在迷宮監獄擔任監獄看守部隊。

### 巴爾幹
1997年冬季，RDG的A中隊與他們的挑戰者1式坦克與第9/第12槍騎兵戰鬥群一起部署到波士尼亞與赫塞哥維納的Barice。他們隨後被轉移到姆爾科尼奇格勒，主要使用路華越野車監視前戰時派系的活動並視察臨時軍營地點。

### 英國
2001年初，該團作為法斯高行動(祖盧)的一部分部署到金巴倫和約克郡，與皇家海軍專業兵小組合作，在消防隊執行工業行動計劃時提供緊急消防和救護等工作。

### 伊拉克
騎兵團戰鬥群於2004年部署到伊拉克(特里克行動)，並控制了巴士拉以南靠近科威特邊界的地區。 RDG主要任務是指導新成立的伊拉克警察部隊，兼為該國自2003年美國入侵以來的首次總統選舉提供安全保護。
該團在2007年英軍作戰行動結束時再次部署到伊拉克(特里克行動11)，這一次RDG的主戰坦克和戰士步兵戰車被要求支援由伊拉克領導，努力重新實施控制巴士拉的騎士衝鋒行動。在這次行動中，CP理察中士被授予軍功十字勳章，以表彰他在面對敵人時的傑出領導才能和勇氣。作為蘇格蘭衛隊戰鬥群左側連集團的主戰坦克指揮官，他在巴士拉的基布拉與伊拉克安全部隊一起展開聯合抑制行動。他通過5次與使用土製炸彈的恐怖份子的戰鬥，在進入射擊目標時表現出勇敢的克制，盡量減少目標區任何平民的傷亡。

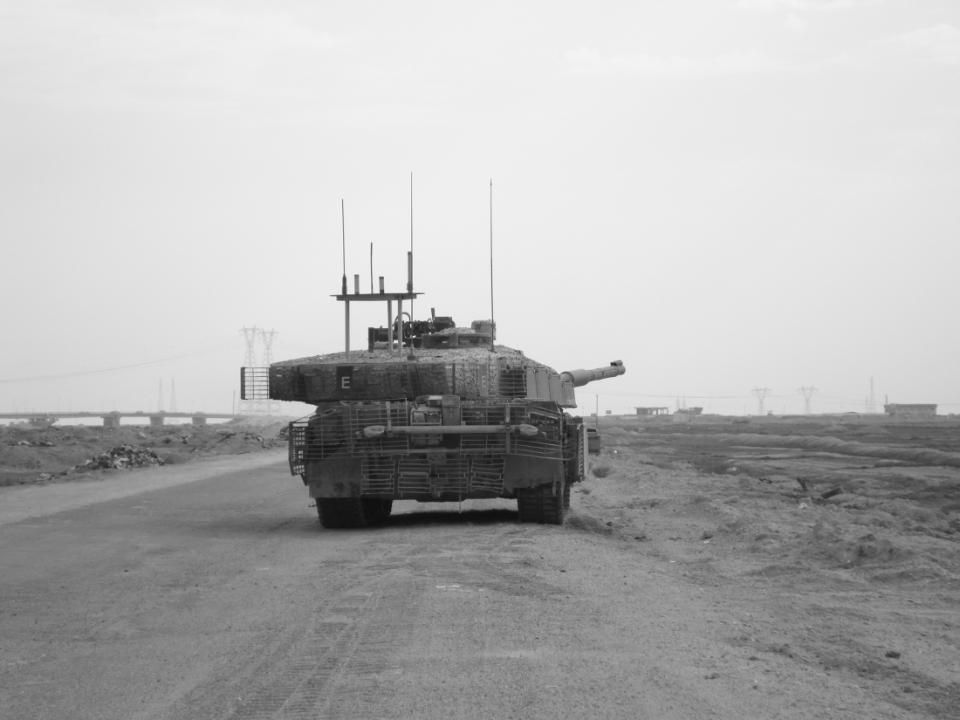
在騎士衝鋒行動中，來自皇家龍騎兵衛隊的挑戰者2式坦克

在這次部署期間，該團的中隊協助伊拉克邊境局在與伊朗接壤的邊境提供安全保護。 並指導伊拉克軍隊。

### 阿富汗
RDG於2010年春季部署到阿富汗(赫里克行動12)以協助為中部赫爾曼德省帶來穩定，並為該國的第二次總統選舉提供安全保護。該團的中隊在獒犬(美洲獅輕型戰車)，維京(BV-206 全地形裝甲車)，脊背犬和疣豬裝甲車中提供受保護的機動支援 並在莫赫塔拉克行動之後在纳德阿里區的中心堅守陣地 這些中隊的任務包括：提供路線安全， 協助重建工作 和清除來自纳德阿里區南部的叛亂分子。 該團在阿富汗輪值期間有四名人員在行動中喪生。 代理下士馬修•斯坦頓（Mathew Stenton）是陣亡者之一，因英勇作戰而被追授軍功十字勳章。斯坦頓下士作為一名維京裝甲車指揮官，他將他的戰車駛前吸引叛亂分子注意，以協助撤離一名友軍傷亡人員，他的嘉獎令寫道："A中隊的斯坦頓下士為挽救戰友的生命而作出勇敢，自我犧牲的崇高行為”。
RDG隨後在2013/14年赫里克行動17期間完成了第二次阿富汗輪值，這次任務的角色是作為阿富汗警務人員的指導和諮詢小組。該團的作用是向設在赫爾曼德的阿富汗國家警察在制度上和個別人員的發展提供諮詢和培訓。在第二次輪值中，皇家龍騎兵衛隊同樣部署了一個操作疣豬裝甲車的騎兵機動中隊。
2012年宣佈陸軍2020改革方案後，RDG轉為一支“坦克騎兵”的角色，最初配備了作戰偵察(追蹤)系列戰車最新版本的彎刀Mk II型–其後配備了阿積士裝甲偵察車。根據國防部長在2016年3月的宣佈，該團於2020年11月遷往渥敏士打。

## 中隊和編制
該團目前已經受到實施通過的陸軍2020計劃變更的影響。儘管該團從一支重裝甲騎兵被重新定位為一支新功能的坦克騎兵，但許多傳統都得以保留。皇家龍騎兵衛隊旗下的五個中隊繼承了合併前四個騎兵團的歷史和傳統組成了當前騎兵團的榮譽。
在新的RDG編制中，設有三個軍刀中隊和一個總部：

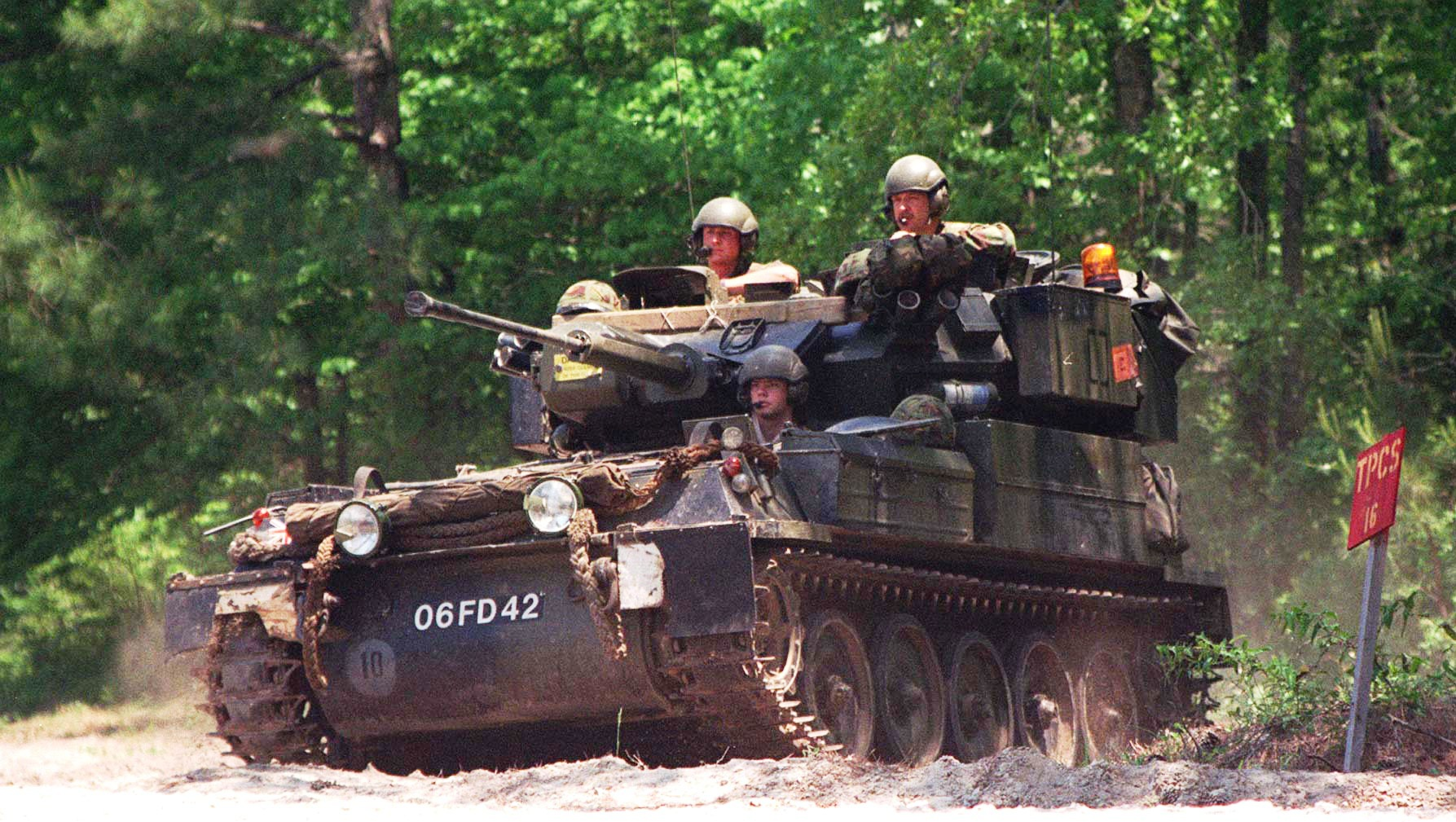
彎刀裝甲偵查車

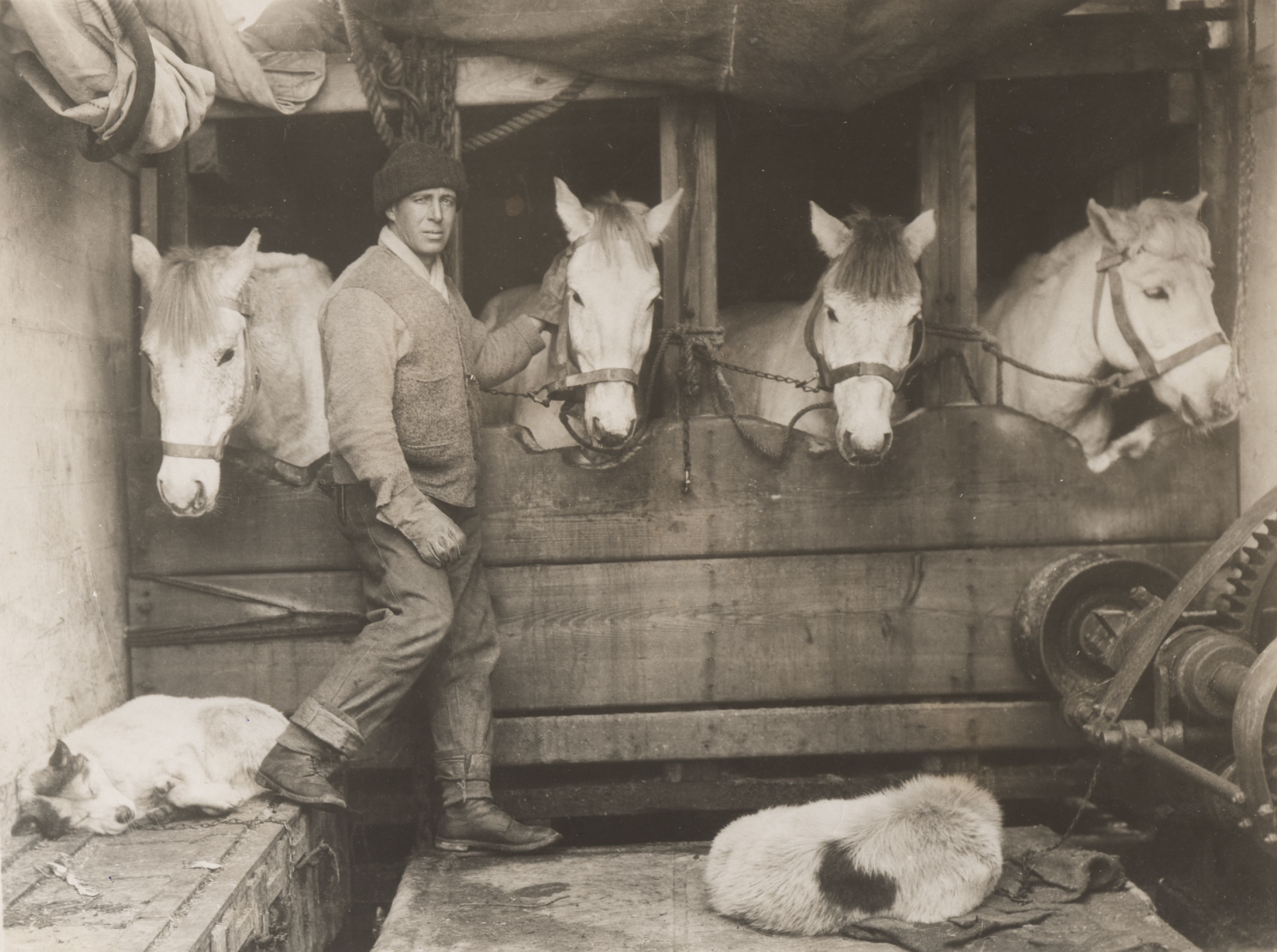
皇家龍騎兵衛隊其中一個前身，第6恩尼斯基林龍騎兵團的勞倫斯·奧茨上尉在新地探險期間照顧馬匹

- 藍馬中隊，火力支援; [24]
- 黑馬中隊，反坦克;[25]
- 綠馬中隊，偵察;[26]
- 總部 (威爾斯親王) 中隊;[26]

## 騎兵團的傳統

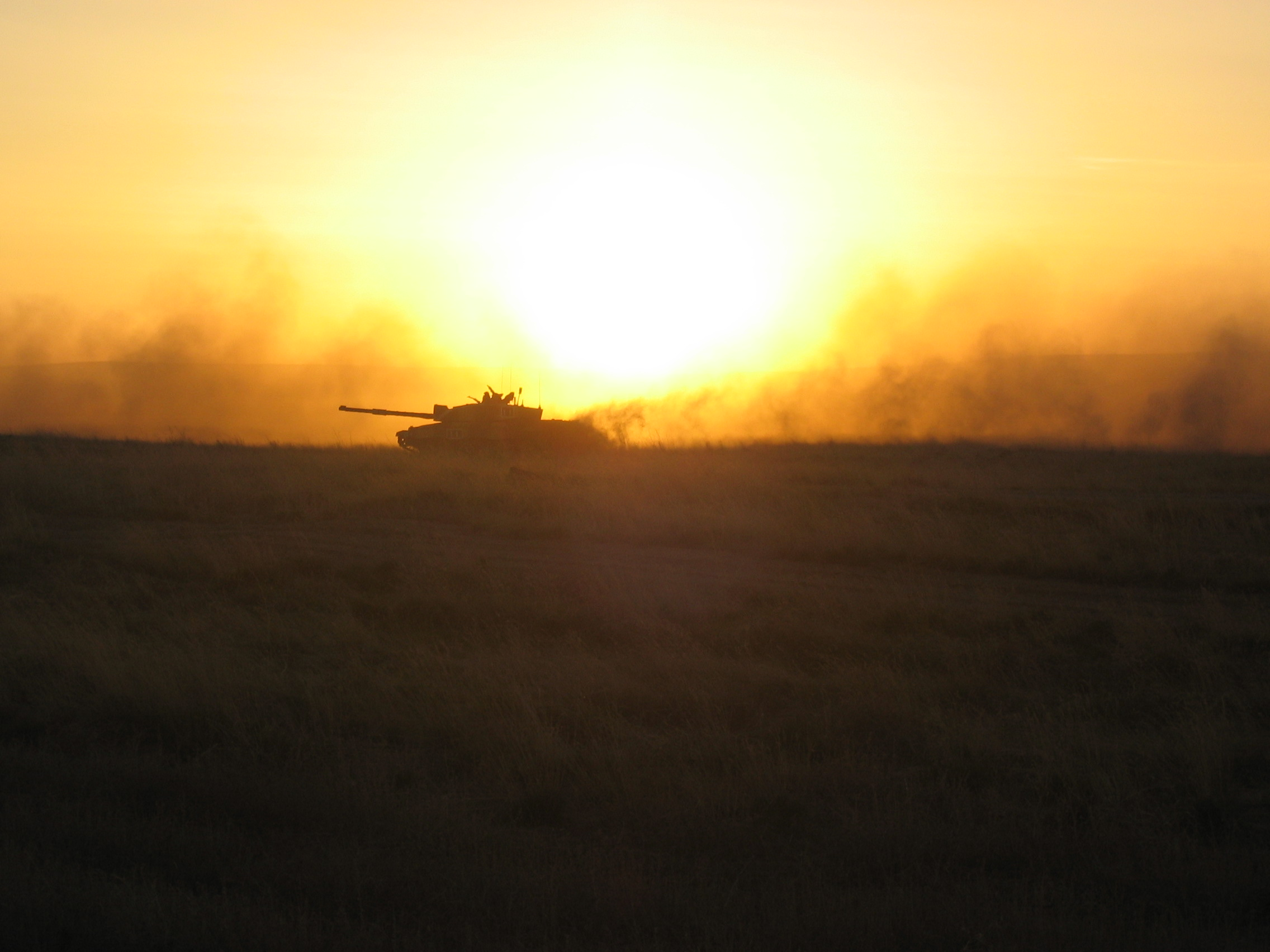
2004年RDG在加拿大演習

由於皇家龍騎兵衛隊通過繼承了第5恩尼斯基林龍騎兵衛隊和第4/第7皇家龍騎兵衛隊的血統—第4是第4皇家愛爾蘭龍騎兵衛隊，而第7龍騎兵衛隊亦有愛爾蘭血統—因此RDG保留了與北愛爾蘭的密切聯繫。
德廷根日
在1743年6月27日的德廷根戰役，利戈尼爾伯爵騎馬兵團(後來的第7龍騎兵衛隊)的騎兵旗手理察臣在保衛軍團旗時承受了37處創傷。每年6月27日騎兵團在食堂以一頓晚餐來銘記那一天，並度過一個週末。
奧茨星期日
第6恩尼斯基林龍騎兵團的勞倫斯·奧茨上尉成為一位展現自我犧牲精神的傳奇人物，當時作為羅拔·史葛不幸的1912年南極探險隊的一員，受到嚴重凍傷的他選擇寧可犧牲自己，而不願阻礙夥伴前進。一年一度紀念奧茨勇敢行為的紀念活動在最接近聖博德節的星期日舉行–他的誕辰。當日RDG會採取閱兵式巡遊和教堂儀式，其中會重新講述奧茨的故事，以激勵兵團成員。
聖博德節 –3月17日
RDG會慶祝聖博德節，以尊重其擁有的愛爾蘭傳統。這一天是騎兵團假日，當日節慶始於軍官和高級士官用風笛和‘炮火‘(一種由紅茶和冧酒製成的雞尾酒)來喚醒士兵。騎兵團午餐會提供愛爾蘭燉肉，並贈送每位成員象徵愛爾蘭的三葉草。其後無論該團在哪個戰區服役，每年都會保持這一種傳統。

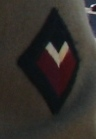
皇家龍騎兵衛隊肩章
騎兵團的肩章與參與第二次世界大戰的團有關。第4/第7皇家龍騎兵衛隊於1939年在支援法國北部的英國遠征軍中首次佩戴肩章，這是第一批在絕望但勇敢地撤退到鄧寇克的戰鬥中作戰的裝甲部隊之一，同時被認為是第一個佩戴戰術識別章的兵團。精紡材料的識別章是在英國遠征軍下令各級兵團從戰鬥服中移除兵團徽章以隱藏身份之後發生的。該設計是從鋼盔上軍旗的菱形徽章中複製而來。移除兵團徽章的命令後來被撤銷，但新設計的布章仍然保留下來。第13/第18皇家驃騎兵團在1940年緊隨其後佩戴藍白相間的肩章。
綠色軍褲
RDG穿綠色褲子的做法（戰鬥制服除外）是承繼自第5恩尼斯基林龍騎兵衛隊，它採用了亦作為其前身之一的第5龍騎兵衛隊(威爾斯的夏洛特公主)（綠馬）在十八世紀開始穿綠色軍褲的習慣。
皇家龍騎兵衛隊風笛鼓樂隊
自1992年該團成立以來，一直有一支風笛鼓樂隊。

## 騎兵團博物館
位於約克的塔樓街操練大樓的約克陸軍博物館，作為皇家龍騎兵衛隊，威爾斯親王直屬約克郡兵團和約克郡兵團的博物館。

## 戰役榮譽

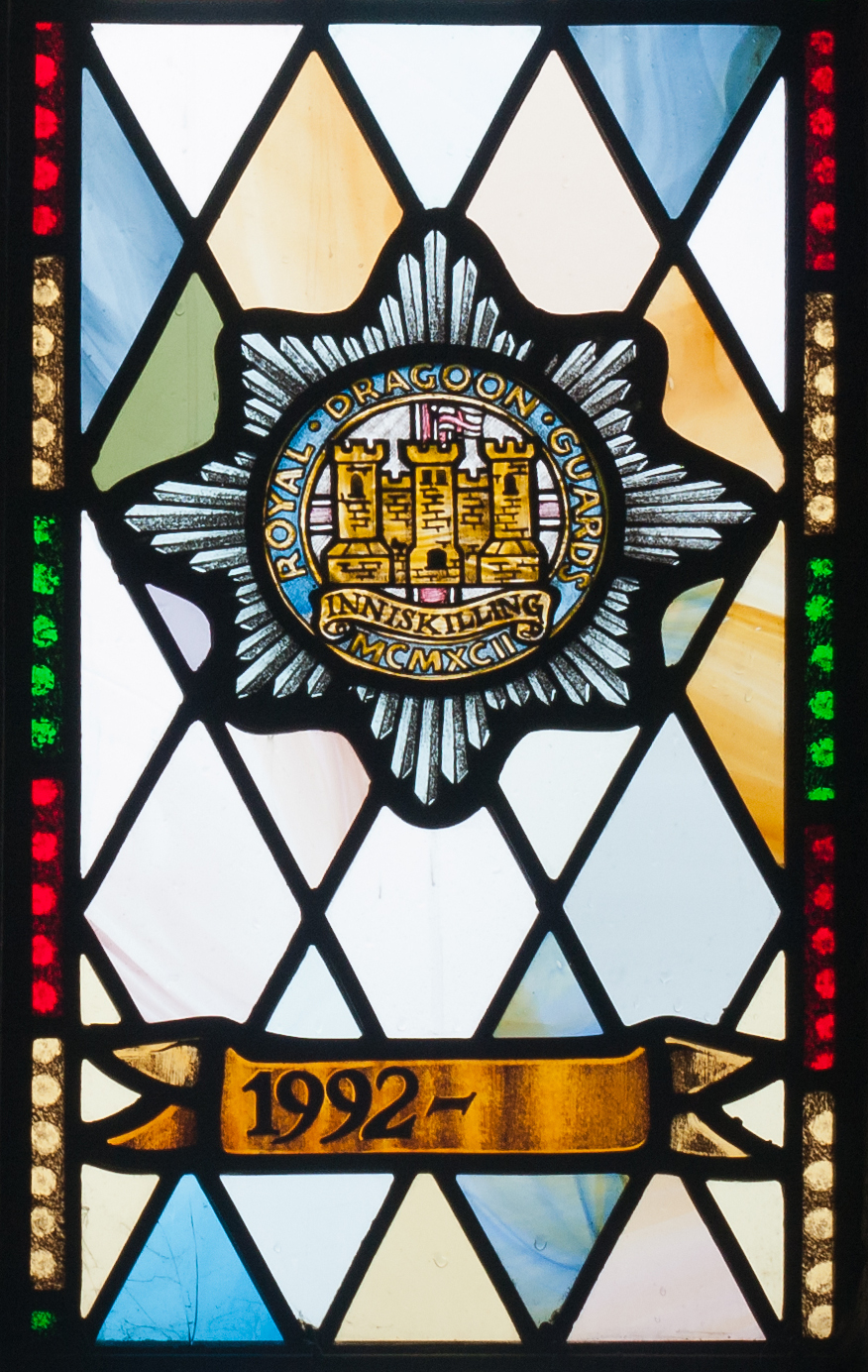
聖瑪加當座堂 (恩尼斯基林)的紀念窗

該團及其前身已被授予以下79項戰役榮譽:
早期的戰爭 – 白蘭軒戰役, 拉米伊之戰, 奧德納德戰役, 馬爾普拉凱戰役, 德廷根戰役, 瓦爾堡戰役, 博蒙戰役, 威廉戰役, 薩拉曼卡戰役, 維多利亞戰役, 圖盧茲戰役, 半島戰爭, 滑鐵盧戰役, 南非 1846–47年, 巴拉克拉瓦戰役, 塞瓦斯托波爾圍城戰 (1941年－1942年), 埃及 1882年泰勒凱比爾戰役, 南非 1899–1902年雷地史密斯防禦戰。
第一次世界大戰 – 勒卡托戰役, 蒙斯撤退, 第一次馬恩河戰役, 第一次埃納河戰役, 拉巴塞戰役, 梅森戰役, 阿爾芒蒂耶爾戰役, 第一次伊珀爾戰役, 第二次伊珀爾戰役, 紀梵希1914年, 聖朱利安戰役, 弗雷岑貝格戰役, 貝爾維爾德戰役, 索姆河戰役, 1918年索姆河戰役, 巴藏丹田壟戰役, 弗萊爾–庫爾瑟萊特之戰, 莫爾瓦勒戰役, 阿拉斯戰役, 斯卡爾普河戰役, 康布雷戰役 (1917年) 康布雷戰役 (1918年), 聖奧爾汀, 羅西耶爾戰役, 阿夫爾戰役, 利斯河戰役 (1918年), 阿茲布魯克戰役, 亞眠戰役 (1918年), 阿爾貝特戰役, 興登堡防線, 聖康坦戰役, 博雷瓦爾戰役, 百日攻勢, 法國和佛蘭德斯 1914–18年。
第二次世界大戰 – 代勒河, 撤退到埃斯科河, 聖奧梅爾-拉巴塞戰役, 鄧寇克戰役, 諾曼第登陸, 奧東河, 潘鬆山, 聖皮埃爾拉維耶勒, 利雪, 橫越里勒河, 塞納河1944年, 低萊茵, 馬斯河下游, 蓋倫基興, 魯爾, 萊茵蘭, 克利夫, 萊茵, 伊本比倫, 不萊梅, 西北歐 1940, 1944 – 45年。
坪村南山戰鬥, 韓戰1951 – 52。

## 其餘資料
該團於1992年成立時駐紮在德國的帕德博恩，是第20裝甲旅的一部分。1996年歸國，總部設在蒂德沃思兵營。2000年返回德國，駐紮在明斯特，作為第4裝甲旅（後來的第4機械化旅）的一部分。2008年，該團返回英國並轉移到卡特域兵營，並於2014年重新從屬於第20裝甲旅。2019年加入第1裝甲步兵旅，最近一次轉移基地是2020年遷移到渥敏士打的伯圖巴利兵營。
榮譽上校 (為王室成員而設的榮譽性職位）
- 榮譽上校: 威爾斯親王查理斯 KG KT GCB
- 副榮譽上校: 根德公爵夫人, GCVO

騎兵團上校 （為已退役的將官而設的榮譽性職位，沒有指揮權）
- 1992–1994: Patrick Brooking（英语：Patrick Brooking）少將, CB, MBE (前第5恩尼斯基林龍騎兵衛隊（英语：5th Royal Inniskilling Dragoon Guards）)
- 1994–2000: Anthony Mullens（英语：Anthony Mullens）中將, KCB, OBE
- 2000–2004: Patrick Cordingley（英语：Patrick Cordingley）少將, DSO
- 2004–2009: Clendon Douglas Daukes準將
- 2009–2014: Edward John Torrens-Spence準將, CBE
- 2014–2019: Nicholas Charles Tristram Millen準將, OBE
- 2019–至今: Timothy Hyams（英语：Timothy Hyams）少將, OBE

指揮官 （騎兵團實質上的領導）
指揮官包括:
- 1992–1994: E. John Torrens-Spence中校
- 1994–1996: Mark W. B. Faulkner中校
- 1996–1998: Richard A. P. Cary中校
- 1998–2001: Nicholas C. T. Millen中校
- 2001–2003: Nicholas C. C. Freeman中校
- 2003–2005: Jonathan N. A. Cray中校
- 2005–2008: Timothy Hyams（英语：Timothy Hyams）中校
- 2008–2010: James C. A. Carr-Smith中校
- 2010–2013: F. A. James Piggott中校
- 2013–2015: Thomas J. Bateman中校
- 2015–2018: James J. S. Lane中校
- 2018–2019: Benjamin K. Watts中校
- 2019–至今: Dominic R. T. Davey中校
- 2022年挑選(候任): Martin P. Morrissey中校

榮譽市民權(是城市授予軍事組織的一種古老榮譽)
- 約克
- 恩尼斯基林

## 騎兵團世系
| 1881年仇德斯改革                  | 1922年合併計劃          | 1990年應變縮編計劃 – 現今 |
| --------------------------------- | ----------------------- | ------------------------- |
| 第4皇家愛爾蘭龍騎兵衛隊           | 第4/第7皇家龍騎兵衛隊   | 皇家龍騎兵衛隊            |
| 第7龍騎兵衛隊                     | 第4/第7皇家龍騎兵衛隊   | 皇家龍騎兵衛隊            |
| 第5龍騎兵衛隊(威爾斯的夏洛特公主) | 第5恩尼斯基林龍騎兵衛隊 | 皇家龍騎兵衛隊            |
| 第6恩尼斯基林龍騎兵團             | 第5恩尼斯基林龍騎兵衛隊 | 皇家龍騎兵衛隊            |

## 盟軍
- – 第3/第9輕騎兵團(南澳洲騎馬來福槍)（英语：3rd/9th Light Horse (South Australian Mounted Rifles)）
- – 第4威爾斯親王輕騎兵團（英语：4th/19th Prince of Wales's Light Horse）
- 加拿大 – 不列顛哥倫比亞龍騎兵團（英语：The British Columbia Dragoons）
- 加拿大 – 加里堡騎兵團（英语：The Fort Garry Horse）
- 印度 – 第9德干騎兵團（英语：9th Royal Deccan Horse）
- 新西兰 – 亞歷山德拉王后騎馬來福槍（英语：Queen Alexandra's Mounted Rifles）
- 巴基斯坦 – 第15槍騎兵團(俾路支)（英语：15th Lancers）
- 英國皇家海軍 – HMS華麗號核動力潛艇（英语：HMS Superb (S109)）
- 英國皇家海軍 – HMS勇敢號驅逐艦（英语：HMS Daring (D32)）
- 比利时 – 嚮導騎兵團（英语：Guides Regiment）
- 法國 – 第12胸甲騎兵團（英语：12th Cuirassier Regiment (France)）

### 附屬義勇騎兵
- 車士打郡義勇騎兵團(車士打伯爵)（英语：Cheshire Yeomanry）
- 北愛爾蘭騎兵團（英语：North Irish Horse）
- 女王直屬約克郡騎兵團（英语：Queen's Own Yorkshire Yeomanry）

## 騎兵團地位先後序列
| 前任： 皇家蘇格蘭龍騎兵衛隊 (槍騎兵與灰騎兵) | 騎兵團地位先後序列 | 繼任： 女王皇家驃騎兵團 (女王直屬與皇家愛爾蘭) |

## 來源
- Chappell, Mike. . Osprey. 1987. ISBN 978-0850457964.

## 外部連結
- Official site （页面存档备份，存于）
- British Army Locations from 1945 British Army Locations from 1945
- Royal Dragoon Guards Museum （页面存档备份，存于）